# 小眼擬杜父魚
小眼擬杜父魚，為輻鰭魚綱鮋形目杜父魚亞目隱棘杜父魚科的其中一種，為深海魚類，分布於北大西洋區，包括北海、英吉利海峽、巴倫支海、格陵蘭東南部、冰島、冷岸群島、法羅群島、挪威及西大西洋加拿大聖羅倫斯灣至美國紐澤西州海域，棲息深度165-1342公尺，本魚在眼部有4個骨質癤瘤，皮膚非常粗糙，身體有3-4寬的、深色的垂直條紋，體長可達30公分，棲息在底層水域，以多毛類、片腳類、海蜘蛛，繁殖期在6至7月，生活習性不明。

## 扩展阅读
維基物種上的相關：小眼擬杜父魚